# Porcellio beebei
Porcellio beebei är en kräftdjursart som beskrevs av Van Name 1924. Porcellio beebei ingår i släktet Porcellio och familjen Porcellionidae. Inga underarter finns listade i Catalogue of Life.